# Androctonus tihamicus
Espèce
Androctonus tihamicus est une espèce de scorpions de la famille des Buthidae.

## Distribution
Cette espèce est endémique de la province de La Mecque en Arabie saoudite. Elle se rencontre vers Al-Gunfuda, Al Baydayn et Keyad.

## Description
Le mâle holotype mesure 71,82 mm et la femelle paratype 84,51 mm.

## Étymologie
Son nom d'espèce lui a été donné en référence au lieu de sa découverte, la Tihama.

## Publication originale
- Alqahtani, Yağmur & Badry, 2023 : « Androctonus tihamicus sp. nov. from the Mecca Province, Saudi Arabia (Scorpiones, Buthidae). » ZooKeys, vol. 1152, p. 9-34 (texte intégral).